# Día Mundial del Pan
El Día Mundial del Pan (World Bread Day) es un día internacional celebrado cada 16 de octubre para promover la cultura del pan, dar a conocer su valor nutricional y su importancia en la dieta humana. Fue establecido en 2006 por la Unión Internacional de Panaderos y Pasteleros el mismo día que el Día Mundial de la Alimentación, porque el pan es el alimento básico por excelencia en buena parte del mundo (Europa, el Medio Oriente, el Subcontinente Indio, el Norte de África y partes de América).

## Historia
El Día Mundial del Pan se decidió el décimo sexto día del mes octubre para conmemorar la fundación de la Organización de las Naciones Unidas para la Alimentación y la Agricultura (ONUAA), en 1945. El lema de la ONUAA, Fiat panis ('hágase el pan'), resume bien la importancia que ha tenido este alimento para alimentar a los humanos a lo largo de la historia.